# إرنست كريستوف فون ناسو
إرنست كريستوف فون ناسو (بالألمانية: Ernst Christoph von Nassau)‏ هو عسكري ألماني، ولد في 1686 في Miłoszów ‏ في بولندا، وتوفي في 19 نوفمبر 1755 في زاجان في بولندا.